# Ligne Ōito
La ligne Ōito (大糸線, Ōito-sen) est une ligne ferroviaire des compagnies JR East et JR West au Japon. Elle relie la gare de Matsumoto à Matsumoto à la gare d'Itoigawa à Itoigawa.
La partie sud de la ligne Ōito entre Matsumoto et Minami-Otari est exploitée par la JR East tandis que la partie nord entre Minami-Otari et Itoigawa est exploitée par la JR West.

## Histoire
La numérotation des gares est introduite par JR East le 12 décembre 2016.
Le 16 mars 2019, la gare de Yanabaskijōmae est fermée.

## Caractéristiques

### Ligne
- longueur : 105,4 km
  - JR East (Matsumoto - Minami-Otari) : 70,1 km
  - JR West (Minami-Otari - Itoigawa) : 35,3 km
- écartement des voies : 1 067 mm
- nombre de voies : 1
- électrification : courant continu 1500 V entre Matsumoto et Minami-Otari
- vitesse maximale :
  - entre Matsumoto et Shinano-Ōmachi : 95 km/h
  - entre Shinano-Ōmachi et Minami-Otari : 85 km/h
  - entre Minami-Otari et Nakatsuchi : 65 km/h
  - entre Nakatsuchi et Kotaki : 85 km/h
  - entre Kotaki et Itoigawa : 65 km/h

### Tracé
|  |

### Services et interconnexions
La ligne est exploitée en deux parties distinctes.
La partie sud de la ligne (JR East) est parcourue par des trains de type Local (omnibus) et Rapid ainsi que par le Limited Express Azusa. Quelques trains continuent sur la ligne Shinonoi.
La partie nord de la ligne (JR West) est parcourue uniquement par des trains de type Local (omnibus).

### Liste des gares
La ligne comporte 41 gares. Seules les gares de la JR East sont numérotées.

#### Section Matsumoto - Minami-Otari
| Numéro | Gare                | Nom japonais | Distance (km) | Correspondances                                              | Localisation | Localisation         |
| ------ | ------------------- | ------------ | ------------- | ------------------------------------------------------------ | ------------ | -------------------- |
| 42     | Matsumoto           | 松本         | 0             | JR East : Shinonoi (interconnexion) Alpico Kotsu : Kamikōchi | Matsumoto    | Préfecture de Nagano |
| 41     | Kita-Matsumoto      | 北松本       | 0,7           |                                                              | Matsumoto    | Préfecture de Nagano |
| 40     | Shimauchi           | 島内         | 2,6           |                                                              | Matsumoto    | Préfecture de Nagano |
| 39     | Shimatakamatsu      | 島高松       | 3,8           |                                                              | Matsumoto    | Préfecture de Nagano |
| 38     | Azusabashi          | 梓橋         | 5,2           |                                                              | Azumino      | Préfecture de Nagano |
| 37     | Hitoichiba          | 一日市場     | 6,8           |                                                              | Azumino      | Préfecture de Nagano |
| 36     | Nakagaya            | 中萱         | 8,4           |                                                              | Azumino      | Préfecture de Nagano |
| 35     | Minami-Toyoshina    | 南豊科       | 10,4          |                                                              | Azumino      | Préfecture de Nagano |
| 34     | Toyoshina           | 豊科         | 11,4          |                                                              | Azumino      | Préfecture de Nagano |
| 33     | Hakuyachō           | 柏矢町       | 14,2          |                                                              | Azumino      | Préfecture de Nagano |
| 32     | Hotaka              | 穂高         | 16,2          |                                                              | Azumino      | Préfecture de Nagano |
| 31     | Ariake              | 有明         | 18,4          |                                                              | Azumino      | Préfecture de Nagano |
| 30     | Azumi-Oiwake        | 安曇追分     | 19,9          |                                                              | Azumino      | Préfecture de Nagano |
| 29     | Hosono              | 細野         | 22,8          |                                                              | Matsukawa    | Préfecture de Nagano |
| 28     | Kita-Hosono         | 北細野       | 23,8          |                                                              | Matsukawa    | Préfecture de Nagano |
| 27     | Shinano-Matsukawa   | 信濃松川     | 26,0          |                                                              | Matsukawa    | Préfecture de Nagano |
| 26     | Azumi-Kutsukake     | 安曇沓掛     | 28,6          |                                                              | Ōmachi       | Préfecture de Nagano |
| 25     | Shinano-Tokiwa      | 信濃常盤     | 30,9          |                                                              | Ōmachi       | Préfecture de Nagano |
| 24     | Minami-Ōmachi       | 南大町       | 34,0          |                                                              | Ōmachi       | Préfecture de Nagano |
| 23     | Shinano-Ōmachi (ja) | 信濃大町     | 35,1          |                                                              | Ōmachi       | Préfecture de Nagano |
| 22     | Kita-Ōmachi         | 北大町       | 37,2          |                                                              | Ōmachi       | Préfecture de Nagano |
| 21     | Shinano-Kizaki      | 信濃木崎     | 39,4          |                                                              | Ōmachi       | Préfecture de Nagano |
| 20     | Inao                | 稲尾         | 41,6          |                                                              | Ōmachi       | Préfecture de Nagano |
| 19     | Uminokuchi          | 海ノ口       | 42,9          |                                                              | Ōmachi       | Préfecture de Nagano |
| 18     | Yanaba              | 簗場         | 46,3          |                                                              | Ōmachi       | Préfecture de Nagano |
| 16     | Minami-Kamishiro    | 南神城       | 52,8          |                                                              | Hakuba       | Préfecture de Nagano |
| 15     | Kamishiro           | 神城         | 55,2          |                                                              | Hakuba       | Préfecture de Nagano |
| 14     | Iimori              | 飯森         | 56,7          |                                                              | Hakuba       | Préfecture de Nagano |
| 13     | Hakuba              | 白馬         | 59,7          |                                                              | Hakuba       | Préfecture de Nagano |
| 12     | Shinano-Moriue      | 信濃森上     | 61,6          |                                                              | Hakuba       | Préfecture de Nagano |
| 11     | Hakubaōike          | 白馬大池     | 65,4          |                                                              | Otari        | Préfecture de Nagano |
| 10     | Chikuni             | 千国         | 68,7          |                                                              | Otari        | Préfecture de Nagano |
| 9      | Minami-Otari        | 南小谷       | 70,1          |                                                              | Otari        | Préfecture de Nagano |

#### Section Minami-Otari - Itoigawa
| Gare         | Nom japonais | Distance (km)       | Distance (km)    | Correspondances                                                        | Localisation | Localisation          |
| Gare         | Nom japonais | depuis Minami-Otari | depuis Matsumoto | Correspondances                                                        | Localisation | Localisation          |
| ------------ | ------------ | ------------------- | ---------------- | ---------------------------------------------------------------------- | ------------ | --------------------- |
| Minami-Otari | 南小谷       | 0                   | 70,1             |                                                                        | Otari        | Préfecture de Nagano  |
| Nakatsuchi   | 中土         | 4,0                 | 74,1             |                                                                        | Otari        | Préfecture de Nagano  |
| Kita-Otari   | 北小谷       | 8,4                 | 78,5             |                                                                        | Otari        | Préfecture de Nagano  |
| Hiraiwa      | 平岩         | 14,9                | 85,0             |                                                                        | Itoigawa     | Préfecture de Niigata |
| Kotaki       | 小滝         | 21,7                | 91,8             |                                                                        | Itoigawa     | Préfecture de Niigata |
| Nechi        | 根知         | 25,3                | 95,4             |                                                                        | Itoigawa     | Préfecture de Niigata |
| Kubiki-Ōno   | 頸城大野     | 30,2                | 100,3            |                                                                        | Itoigawa     | Préfecture de Niigata |
| Himekawa     | 姫川         | 32,1                | 102,2            |                                                                        | Itoigawa     | Préfecture de Niigata |
| Itoigawa     | 糸魚川       | 35,3                | 105,4            | JR West : Shinkansen Hokuriku Echigo Tokimeki Railway : Nihonkai Hisui | Itoigawa     | Préfecture de Niigata |

## Matériel roulant

### Actuel
JR East utilise des trains de série E127-100 et 211. Les services Azusa sont assurés avec des trains de série E353. JR West utilise des trains de série KiHa 120.

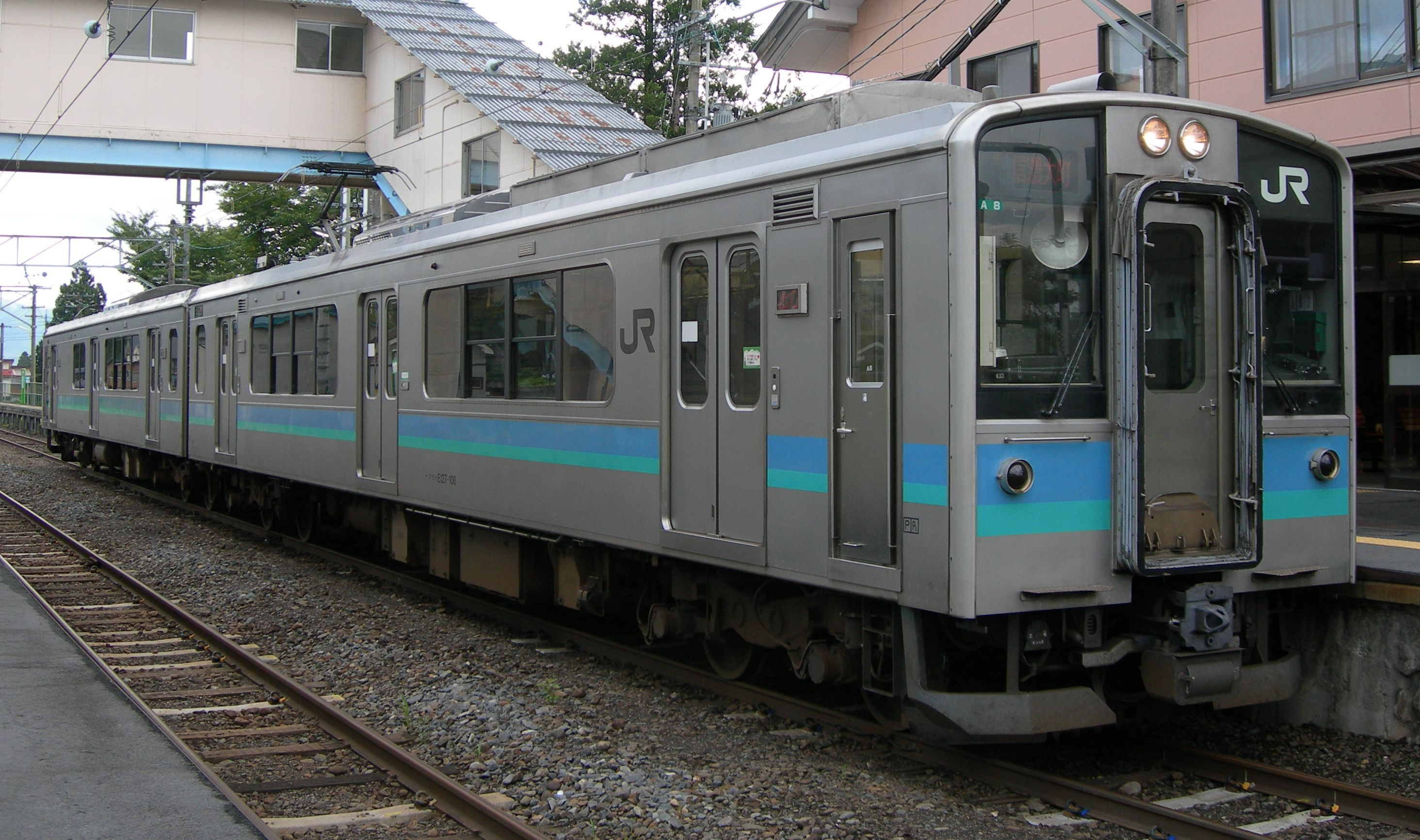
JR East série E127-100
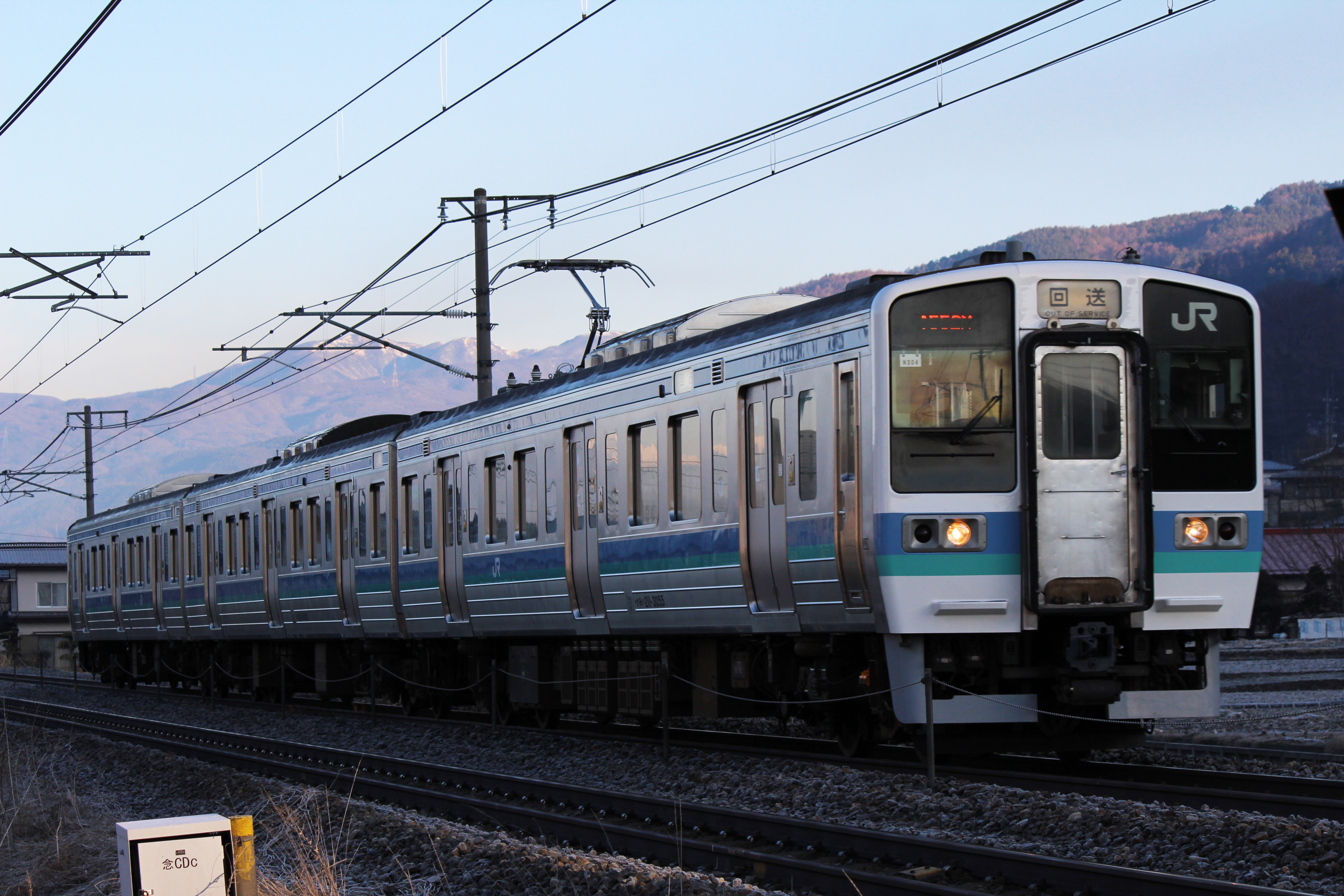
JR East série 211
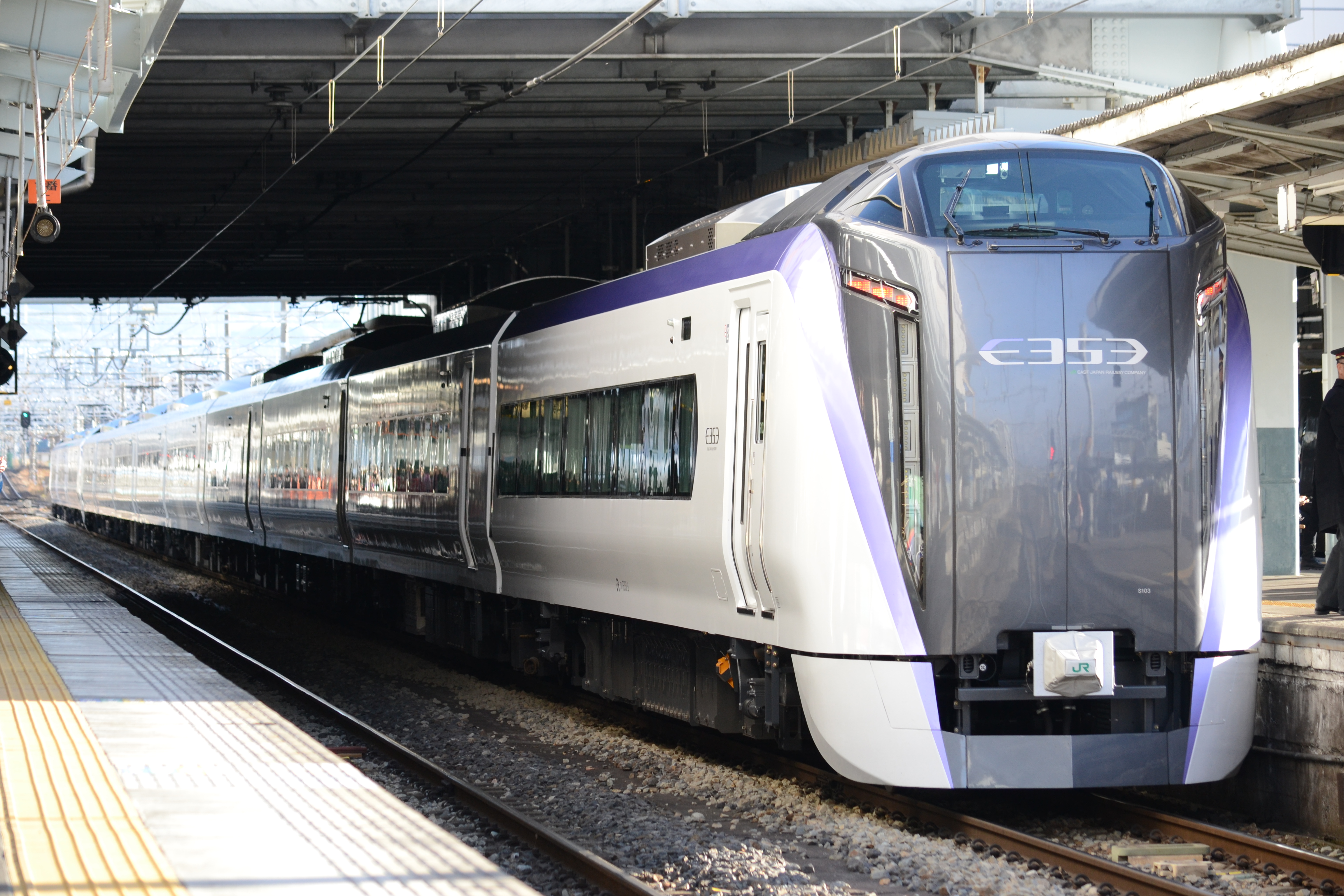
JR East série E353
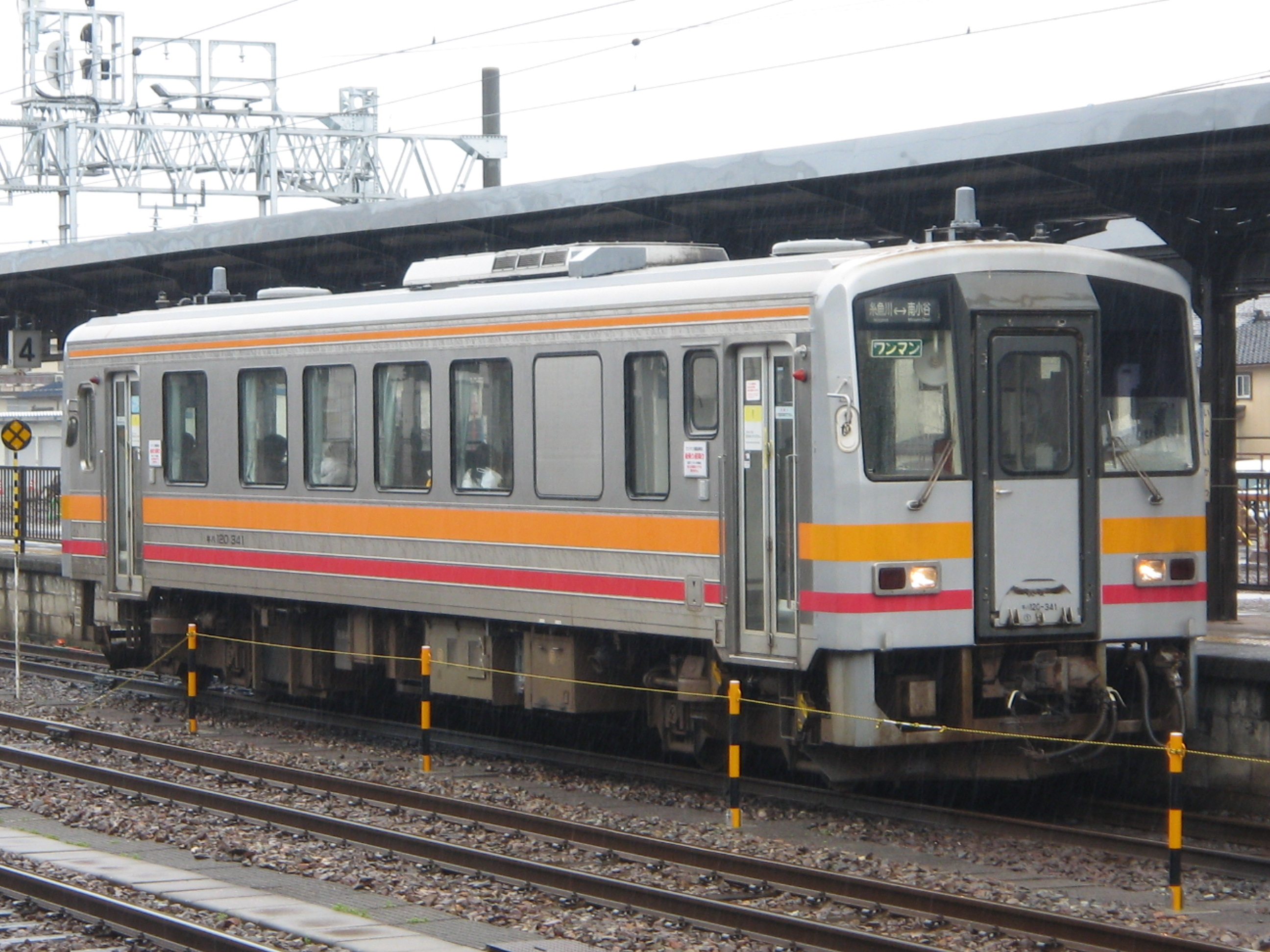
JR West série KiHa 120

### Ancien
(liste non exhaustive)

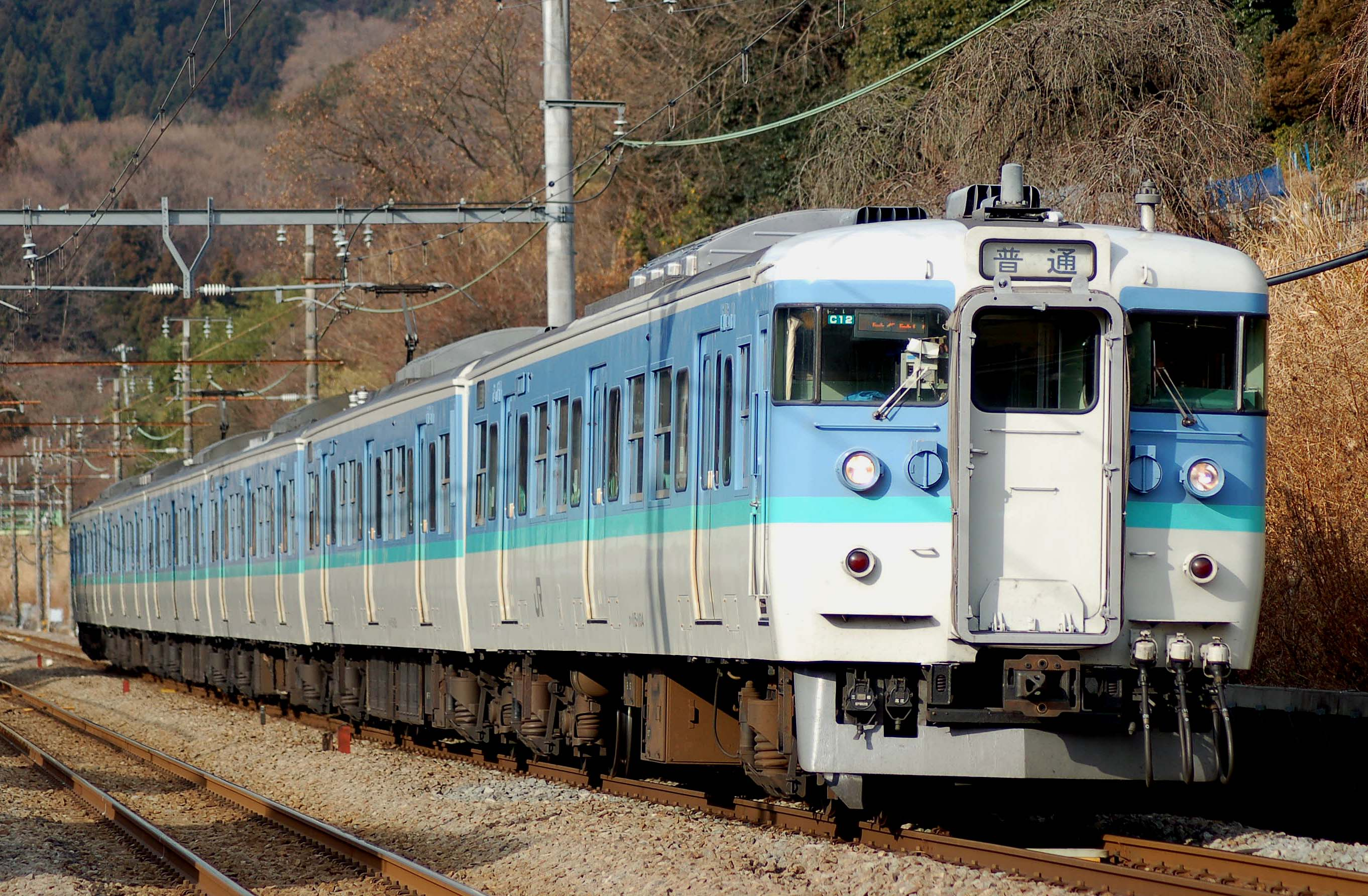
JNR série 115
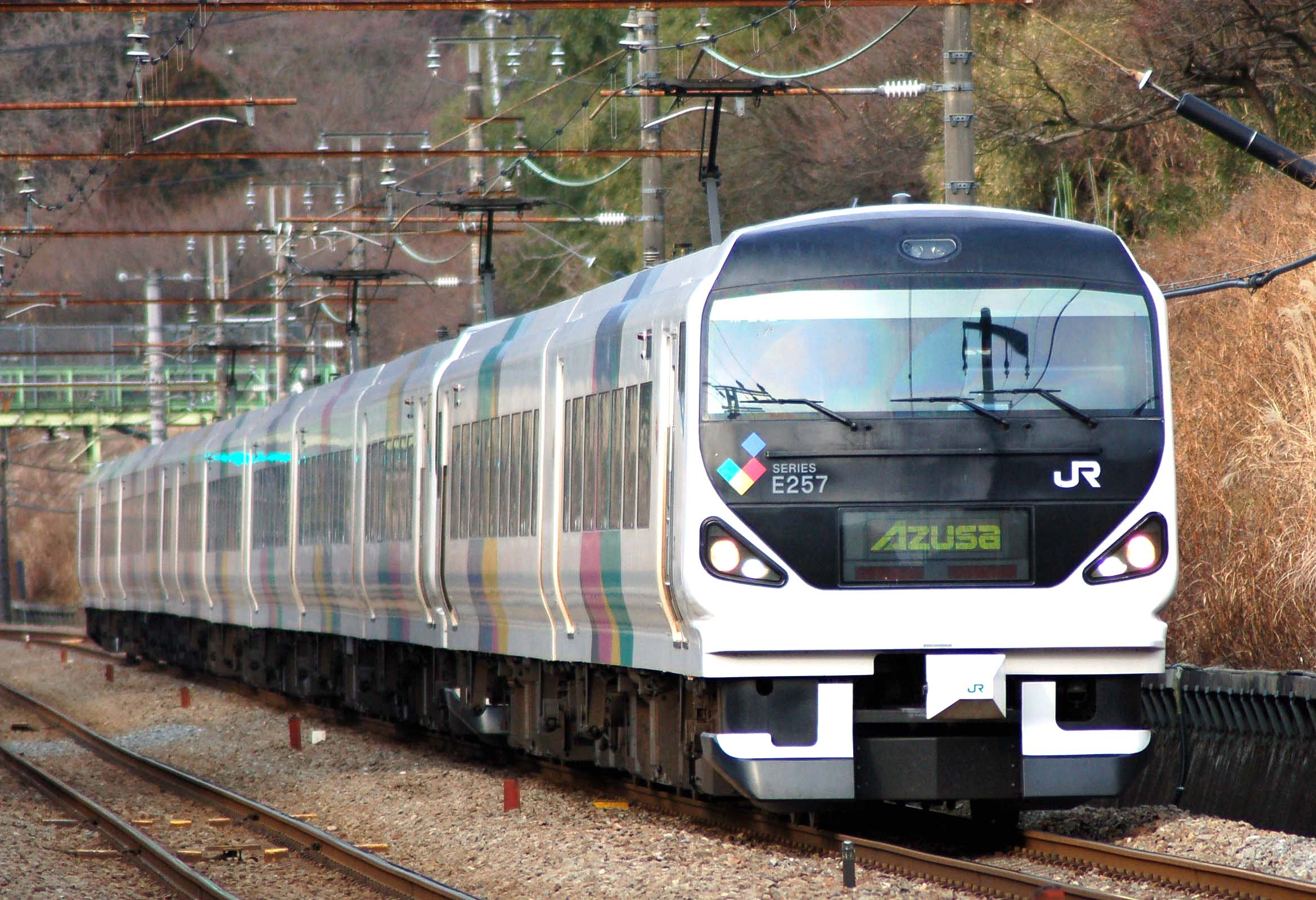
JR East série E257
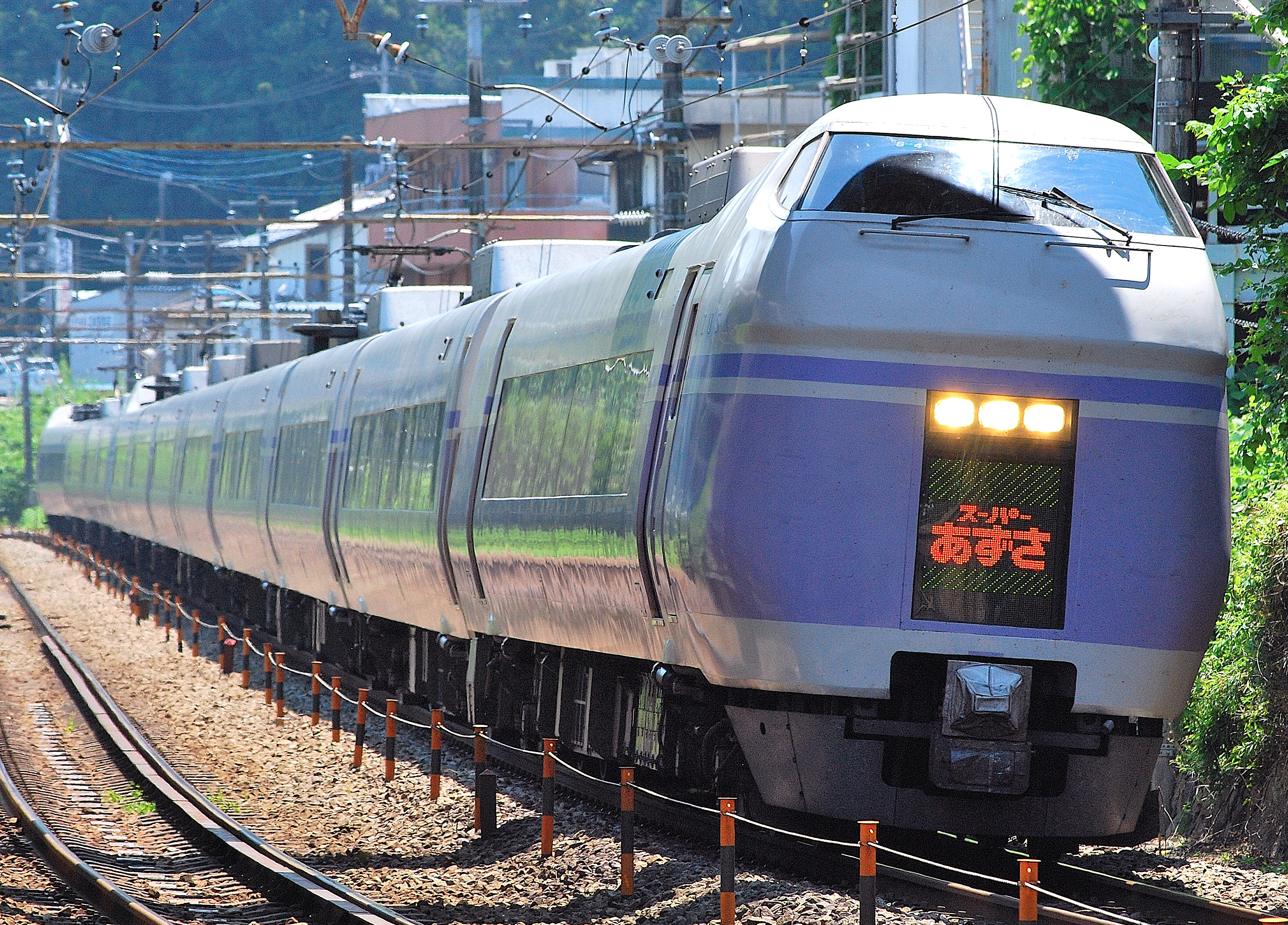
JR East série E351